# Oscar (1967)
Nicht zu verwechseln mit der Filmkomödie Bei Oscar ist ’ne Schraube locker von 1964, ebenfalls mit Louis de Funès in einer Hauptrolle.
Oscar ist eine französische Filmkomödie des Regisseurs Édouard Molinaro mit Louis de Funès, basierend auf dem gleichnamigen Bühnenerfolg von Claude Magnier. Die Uraufführung war am 11. Oktober 1967. Im deutschsprachigen Raum lief der Film auch unter den Titeln Louis, der Traumtänzer, Louis und Oscar und Oscar, der Korinthenkacker.
Die Neuverfilmung Oscar – Vom Regen in die Traufe aus dem Jahr 1991 entstand in den USA mit Sylvester Stallone in der Hauptrolle. Aus der Figur des Industriellen Barnier wurde dabei der Gangsterboss Angelo Provolone, der ein ehrlicher Geschäftsmann werden will.

## Handlung
Der Industrielle Bertrand Barnier wird eines Morgens in seiner Villa von seinem Buchhalter Christian Martin besucht, der ihn um eine hohe Gehaltserhöhung bittet. Gleichzeitig gibt Martin zu, seinem Chef eine höhere Summe Geldes gestohlen zu haben, und bittet um die Hand dessen Tochter. Im Gegenzug verspricht Martin eine Steuerhinterziehung Barniers nicht öffentlich zu machen und das gestohlene Geld seiner Braut zur Hochzeit zu schenken. Barnier spricht seine Tochter Colette auf den Vorfall an, die über die Nachricht hocherfreut ist. Das Hausmädchen Bernadette gibt ihr den Tipp, eine Schwangerschaft vorzutäuschen. Daraufhin gibt der Vater seine Einwilligung zur Hochzeit.
Wenig später taucht ein junges Mädchen namens Jacqueline Bouillon (im Original Bouillotte) auf, die erklärt, Christian Martin zu lieben. Weiterhin behauptet sie, sich Martin gegenüber als Tochter des millionenschweren Unternehmers ausgegeben zu haben. Barnier wird von seiner Frau Germaine derweil informiert, dass es sich bei Colettes Geliebten um den ehemaligen Chauffeur Oscar handelt, der vor zwei Wochen gefeuert wurde. Auch das Hausmädchen Bernadette plant den Haushalt zu verlassen und einen Freund des Hauses, den Baron de la Putinière, zu heiraten. Als Martin wiederkommt, schlägt Barnier hinterlistig eine vertragliche Einigung vor: Martin bekennt sich als Vater von Colettes Kind, während das Geld als Mitgift in die Ehe einfließen soll. Als Abschluss dieses Abkommens bekommt Barnier das gestohlene Geld zurück in Form von Schmuck in einem Koffer, den er nun nicht mehr aus den Augen lässt.
Jacqueline eröffnet daraufhin Martin ihre wahre Identität. Das führt zu einem kurzen Wutausbruch von Martin, und beide trennen sich. Barnier stellt Martin daraufhin seiner Tochter Colette vor, da er sich vertraglich bereit erklärt hat, der Vater des Kindes zu sein und die Pflichten des verschwundenen Oscar zu übernehmen. Nachdem Martin in dem beschränkten und muskulösen Philippe, Masseur des Barnier, einen Ersatz gefunden hat, kündigt Barnier seinem Angestellten. Die Drohung, zum Finanzamt zu gehen, bewegt Barnier aber zum Umdenken, und er unterzeichnet Martins Beförderung zum Geschäftsführer sowie eine gleichzeitige Gehaltserhöhung. Ein weiteres Schriftstück unterschreibt Barnier leichtsinnigerweise ungelesen.
Beim Verlassen des Hauses verwechselt das Hausmädchen Bernadette ihren Koffer mit dem Schmuckkoffer Barniers, der schließlich in den Besitz von Martin gerät, als dieser um Jacquelines Adresse bittet, woraufhin Barnier eine erfundene Adresse angibt. Martin gibt außerdem zu, den Geschäftsmann um eine weitere Summe Geldes erleichtert zu haben, mit einem der unterschriebenen Papiere. Der Koffer wechselte weitere Male den Besitzer, bis der Millionär die Nerven verliert. Nachdem Martin fälschlicherweise zu einem Freudenhaus geschickt worden ist, wo Jacqueline wohnen soll, kommt Martin aufgelöst zurück und bringt den Schmuckkoffer zurück. Hocherfreut über das Wiedererlangen des Schmucks, sagt Bertrand die Wahrheit und schickt Martin zu Jacqueline.
Wenig später bewirbt sich eine ältere Dame namens Charlotte um die frei gewordene Stelle des Hausmädchens. Sie hatte schon einmal im Dienst der Barniers gestanden. Es stellt sich heraus, dass Jacqueline die Tochter von Charlotte und Barnier ist. Auch der entlassene Chauffeur Oscar betritt die Szene. Derweil kehrt das Hausmädchen Bernadette zurück, um ihren Koffer zu holen, und greift versehentlich wieder zum Schmuckkoffer. Die gesamte Gruppe versucht daraufhin Bernadettes Wagen einzuholen, der gerade vom Hof fährt.

## Deutsche Fassung
| Rolle               | Darsteller      | Synchronsprecher |
| ------------------- | --------------- | ---------------- |
| Bertrand Barnier    | Louis de Funès  | Klaus Miedel     |
| Christian Martin    | Claude Rich     | Joachim Ansorge  |
| Germaine Barnier    | Claude Gensac   | Agi Prandhoff    |
| Colette Barnier     | Agathe Natanson | Dagmar Biener    |
| Charles             | Paul Préboist   | Peter Schiff     |
| Bernadette          | Dominique Page  | Renate Danz      |
| Philippe Dubois     | Mario David     | Horst Niendorf   |
| Jacqueline Bouillon | Sylvia Saurel   | Brigitte Grothum |

## Kritiken
Das Lexikon des internationalen Films lobte: „Schwungvolle Verfilmung einer turbulenten französischen Boulevardkomödie mit spritzig-witzigem Dialog. Vor allem dank des komischen Spiels von Louis de Funès sehr kurzweilig.“ Auch die zeitgenössische Kritik des film-dienstes lobte Louis de Funès, der aus dem Bertrand Barnier „eine prächtig verrückte Figur des überforderten Managers“ mache und auch eigene Pointen für das Drehbuch lieferte. Ebenfalls hervorgehoben wurde das Kontrastspiel von Claude Gensacs Madame Barnier, die Heimszenerie, die Farbkomposition und die Musik von Jean Marion. De Funès hatte in der Boulevard-Komödie bereits 1961/62 im Theater brilliert, als seine Filmkarriere noch am Anfang stand. Das große TV-Spielfilm-Filmlexikon sprach von De Funès „besten, weil komischsten Film“. Zu einem insgesamt positiven Urteil kommt auch der Evangelische Film-Beobachter: „Überwiegend spritzig, handwerklich solide und ohne künstlerische Mätzchen. Das zerquetschte Gesicht und das Gezappel des Spaßmachers Louis de Funès, dieses Amokläufers der Komik, ist, bei nicht allzu hoch geschraubten Ansprüchen, einen Kinobesuch wert.“

## Wissenswertes
- Peter Schiff, die deutsche Synchronstimme von Charles, sprach ab dem Film Der Querkopf auch Louis de Funès selbst.
- Die Figur Jaqueline Bouillon heißt im Original mit Nachnamen Bouillotte, was auf Deutsch so viel wie Wärmflasche bedeutet. Der deutsche Name Bouillon ist wiederum französisch für Brühe.
- Der erwähnte Monsieur Marinier heißt im Original Monsieur Müller, ein eigentlich deutscher Name.